# Żuków (województwo podkarpackie)
Żuków – wieś w Polsce, położona w województwie podkarpackim, w powiecie lubaczowskim, w gminie Cieszanów, nad potokami Buszcza i Łówczanka.
W latach 1975–1998 wieś należała administracyjnie do województwa przemyskiego.
Wieś starostwa niegrodowego lubaczowskiego na początku XVIII wieku.
Wierni Kościoła rzymskokatolickiego należą do parafii Parafia św. Wojciecha w Cieszanowie.

## Części wsi
| SIMC    | Nazwa    | Rodzaj    |
| ------- | -------- | --------- |
| 0600220 | Kosobudy | część wsi |

## Historia
Żuków to piętnastowieczna wieś ulokowana na prawie wołoskim. Jej pierwotna nazwa to Orissa. Osadnicy zajmowali się tutaj hodowlą owiec i bydła, a także smolarstwem. Miejscowość doznawała strat podczas najazdów tatarskich w XVI wieku i podczas przemarszu wojsk szwedzkich w 1656 roku. We wsi ok. 1565 r. znajdowały się dwa młyny. W czasie najazdu tatarskiego (tzw. Turecczyzny) w 1672 roku zaginęły dokumenty erekcyjne parafii w Żukowie. W cerkwi zachował się ikonostas namalowany w 1749 roku przez Michała Rudkiewicza. Jego elementem jest ikona Chrztu Chrystusa w Jordanie.
Do 1778 r. Żuków był wsią królewską w starostwie lubaczowskim. W 1783 r. na północ od wsi powstała niemiecka kolonia Freifeld. W miejscowości mieszkali Polacy, Ukraińcy i Żydzi.
W okresie dwudziestolecia Żuków był dużą wsią, istniały tu dwa młyny i szkoła.

## Oświata
Początki szkolnictwa w Żukowie, są datowane na początek XIX wieku, gdy na jakiś czas przed 1830 rokiem powstała szkoła parafialna przy cerkwi greckokatolickiej (Schola Parochialis).
Przydatnym źródłem archiwalnym do poznawania historii szkolnictwa w Galicji są austriackie Szematyzmy Galicji i Lodomerii, które podają wykaz szkół ludowych, wraz z nazwiskami ich nauczycieli. W 1873 roku powstała szkoła parafialna, (od 1874 ludowa filialna - państwowa), która od 1879 roku była 1-klasowa, a od 1904 2-klasowa. Pierwszym nauczycielem w 1873 roku został Stefan Ochabski. Szkoły wiejskie początkowo były tylko męskie, a od 1890 roku były mieszane (koedukacyjne). Od 1902 roku szkoła posiadała nauczycieli pomocniczych. Pomocnicami były: Franciszka Ciećkiewiczówna (1902-1903), Helena Piątkowska (1903-1906), Helena Sobolska (1906-1908), Domicela Sobolska (1908-1914). 
Nauczyciele kierujący
1873-1874. Stefan Ochabski.
1874-1875. posada nieobsadzona.
1875-1876. Stefan Ochabski.
1876-1878. Julian Beigart.
1878-1879. Paweł Szabatowski.
1879-1881. Józef Markowski.
1881-1882. posada nieobsadzona.
1882-1884. Paulina Reinisch.
1884-1887. Aleksander Kiszakiewicz.
1887-1889. Julian Pańkowski.
1889-1900. Antoni Husak.
1900-1903. Bolesław Jaroszewski.
1903-1904. Włodzimierz Krupa.
1904-1906. Otton Piątkowski.
1906-1914(?). Franciszek Sobolski.
W 1907 roku w przysiółku Kosobudy, powstała Szkoła Eksponowana Kosobudy ad Żuków, której nauczycielami były: Sabina Frankiewiczówna (1907-1908), Karolina Kalwasowa (1908-1912), Wiktoria Procykówna (1912-1914).

## Demografia
W 2021 roku Żuków liczył 243 mieszkańców, w tym 124 kobiet i 119 mężczyzn. Ludność Żukowa stanowi 3,4% ludności gminy Cieszanów.

## Turystyka
Od 2015 roku przez wieś przebiega jedna z czterech tras rowerowych gminy Cieszanów.

## Kultura
We wsi znajduje się świetlica wiejska podlegająca pod Centrum Kultury i Sportu w Cieszanowie.

## Transport i komunikacja
- relacji Nowy Lubliniec - Żuków
 - relacji Jarosław - Bełżec (stanowi wschodnią granicę wsi)
Ponadto droga powiatowa 1634R - relacji Żuków - Huta Różaniecka - Susiec (także stanowi wschodnią granicę wsi)
Przystanki autobusowe
- Żuków, osiedle
- Żuków, sklep (Kosobudy)

## Ciekawostka
8 sierpnia 2007 roku podczas budowy kanalizacji na głębokości ok. 3 metrów znaleziono kieł mamuta długości ok. 1 m. Znalezisko trafiło do Muzeum Kresów w Lubaczowie.